# Street Skater 2
Street Skater 2 (Street Sk8er 2) est un jeu vidéo de simulation de skateboard, développé par Atelier Double et édité par Electronic Arts, sorti en 2000 sur PlayStation, PC (Windows), PlayStation Portable.